# Sabalpur
Sabalpur är en ort i Indien.   Den ligger i distriktet Kannauj och delstaten Uttar Pradesh, i den centrala delen av landet, 270 km sydost om huvudstaden New Delhi. Sabalpur ligger 151 meter över havet och antalet invånare är 28 431.
Terrängen runt Sabalpur är mycket platt. Runt Sabalpur är det tätbefolkat, med 819 invånare per kvadratkilometer. Närmaste större samhälle är Chhibrāmau, 8,5 km öster om Sabalpur. Trakten runt Sabalpur består till största delen av jordbruksmark.